# Panorpa yiei
Panorpa yiei is een insect uit de orde van de schorpioenvliegen (Mecoptera), familie van de schorpioenvliegen (Panorpidae). De wetenschappelijke naam van de soort is voor het eerst geldig gepubliceerd door Issiki & Cheng in 1947.
De soort komt voor in Taiwan.